# Gene Loves Jezebel

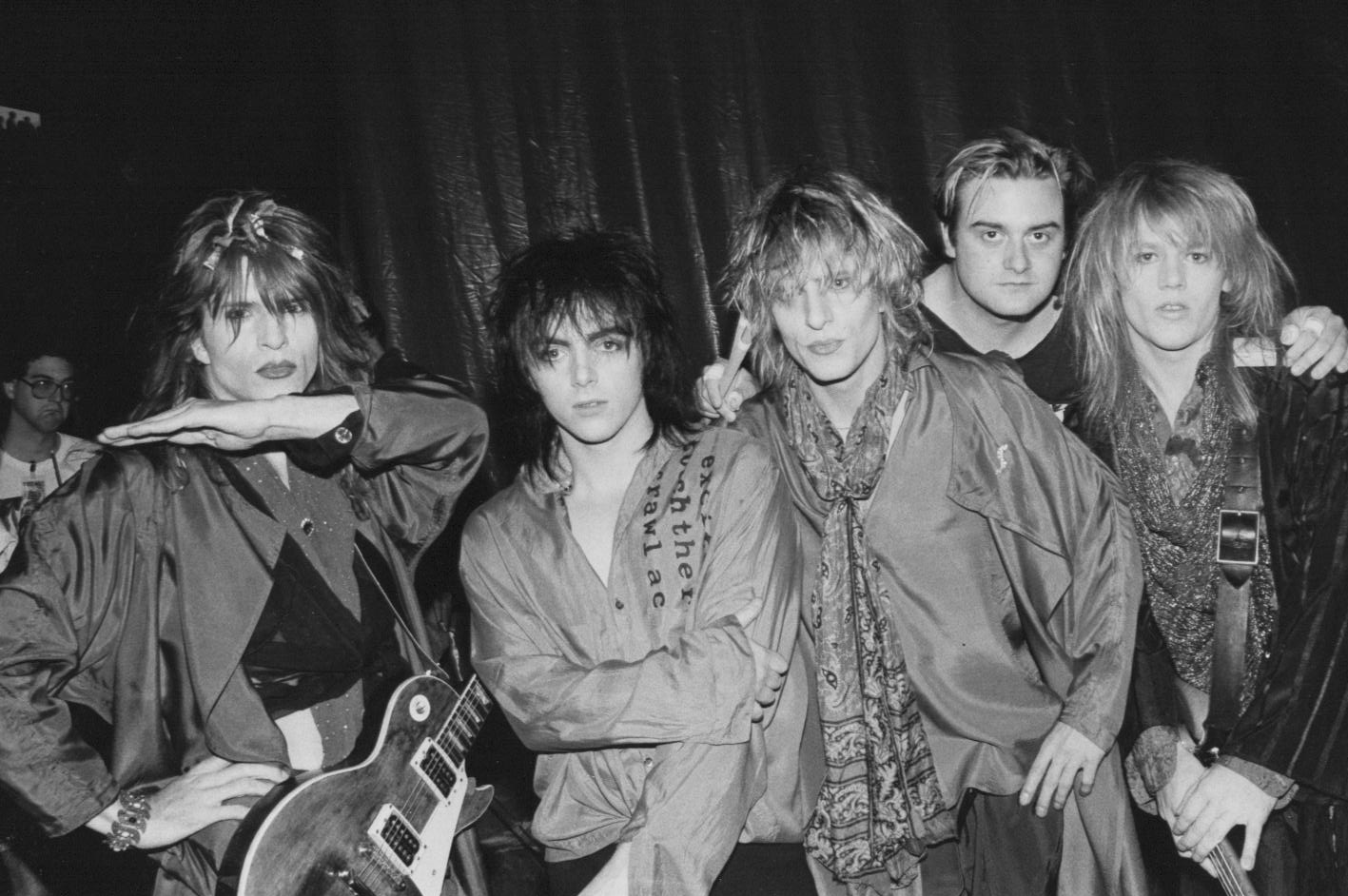
Gene Loves Jezebel en 1988.

 (novembre 2017).
Si vous disposez d'ouvrages ou d'articles de référence ou si vous connaissez des sites web de qualité traitant du thème abordé ici, merci de compléter l'article en donnant les références utiles à sa vérifiabilité et en les liant à la section « Notes et références ».
Gene Loves Jezebel est un groupe britannique de rock gothique fondé au début des années 1980 par les jumeaux Michael et Jay Aston (né John Peter Aston). Le groupe est désormais scindé en deux formations homonymes.

## Discographie

### Albums
- 1983 : Promise
- 1985 : Immigrant
- 1986 : Discover
- 1986 : Slad to be alive (Canada)
- 1988 : The House Of Dolls
- 1990 : Kiss Of Life
- 1993 : Heavenly Bodies
- 1995 : In the Afterglow (live)
- 1997 : VII
- 1999 : Love Lies Bleeding
- 2001 : Giving Up The Ghost
- 2003 : Exploding Girls
- 2003 : The Thornfield Sessions